# Brachyptera dinarica
Brachyptera dinarica är en bäcksländeart som beskrevs av Aubert 1964. Brachyptera dinarica ingår i släktet Brachyptera och familjen vingbandbäcksländor. Inga underarter finns listade i Catalogue of Life.